# Epania atra
Epania atra là một loài bọ cánh cứng trong họ Cerambycidae.